# Йована Бракочевич
Йована Бракочевич (серб. Јована Бракочевић, нар. 5 березня 1988) — сербська волейболістка, срібна призерка Олімпійських ігор 2016 року.

## Виступи на Олімпіадах
| Олімпіада           | Дисципліна | Місце |
| ------------------- | ---------- | ----- |
| Пекін 2008          | волейбол   | 5     |
| Лондон 2012         | волейбол   | 11    |
| Ріо-де-Жанейро 2016 | волейбол   | 2     |

## Клуби
| Команди                     | Роки      |
| --------------------------- | --------- |
| «Поштар 064» (Белград)      | 2004—2007 |
| «Спес» (Конельяно)          | 2007—2010 |
| «Евергранд» (Шеньчжень)     | 2010—2011 |
| «Марвелоус»                 | 2011—2012 |
| «Вакифбанк» (Стамбул)       | 2012—2014 |
| «Азеройл» (Баку)            | 2014—2015 |
| «Імоко»                     | 2016      |
| «Рівер Воллей» (П'яченца)   | 2016—2017 |
| «Алтай» (Усть-Каменогорськ) | 05.2017   |
| КСМ (Бухарест)              | 2017—2018 |
| «Будовляни» (Лодзь)         | 2018—2019 |
| «Ігор Горгондзола» (Новара) | 2019—2020 |
| «Хемік» (Полиці)            | 2020—2023 |
| Індонезія                   | 2023—2024 |
| «Бешикташ» (Стамбул)        | 2024—     |